# Toronto (Dakota du Sud)
Pour les articles homonymes, voir Toronto (homonymie).
La ville américaine de Toronto est située dans le comté de Deuel, dans l’État du Dakota du Sud. Lors du recensement de 2010, sa population s’élevait à 212 habitants.
La localité est fondée en 1884 sur les terres de Daniel McCraney, originaire de l'Ontario, dont la capitale est Toronto. La municipalité s'étend sur 0,31 milles carrés (0,8 km2).

## Démographie
| 1890 | 1900 | 1910 | 1920 | 1930 | 1940 |
| ---- | ---- | ---- | ---- | ---- | ---- |
| 148  | 447  | 424  | 380  | 341  | 362  |

| 1950 | 1960 | 1970 | 1980 | 1990 | 2000 |
| ---- | ---- | ---- | ---- | ---- | ---- |
| 322  | 268  | 216  | 236  | 201  | 202  |

| 2010 | - | - | - | - | - |
| ---- | - | - | - | - | - |
| 212  | - | - | - | - | - |